# Oreorchis parvula
Oreorchis parvula är en orkidéart som beskrevs av Rudolf Schlechter. Oreorchis parvula ingår i släktet Oreorchis och familjen orkidéer. Inga underarter finns listade i Catalogue of Life.